# Scheloribates biunguis
Scheloribates biunguis är en kvalsterart som först beskrevs av Berlese 1920.  Scheloribates biunguis ingår i släktet Scheloribates och familjen Scheloribatidae. Inga underarter finns listade i Catalogue of Life.